# Fraja
El río Fraja es un corto río del sur de España, un afluente del río Barbate que discurre por la provincia de Cádiz, Andalucía.
Tiene su nacimiento al norte de la Sierra de las Cabras, a 320 m s. n. m., en el término municipal de Jerez de la Frontera. Discurre en dirección sur hasta su afluencia en el Barbate, cerca de Alcalá de los Gazules, tras recorrer unos 15 km en los que salva una pendiente mínima. 
Sus afluentes son: por la derecha, arroyo del Arcón y arroyo de Puerto Frontino. Riega una zona de monte bajo, agrícolamente pobre: pastos y olivar dispersos.